# Провадия (община)
Община Провадия се намира в Североизточна България и е една от съставните общини на област Варна.

## География

### Географско положение, граници, големина
Общината е разположена в западната част на област Варна. С площта си от 520,882 km2 заема 1-во място сред 12-те общините на областта, което съставлява 13,61% от територията на областта. Границите ѝ са следните:
- на север – община Ветрино;
- на изток – община Аврен;
- на югоизток – община Долни чифлик;
- на юг – община Дългопол;
- на югозапад – община Смядово от област Шумен;
- на запад- община Шумен от област Шумен;
- на северозапад – община Каспичан от област Шумен.

### Релеф, водни ресурси, биоразнообразие, полезни изкопаеми, почви

#### Релеф
Югоизточната част на общината е заета от северозападната част на Синделската низина, като тук в долината на Провадийска река, източно от село Бързица е най-ниската ѝ точка – 14 m н.в. В останалите части от общината се простират части от три плата. На северозапад, между долината на Провадийска река на север и изток и десният ѝ приток река Главница се издигат източните части на Провадийското плато. Северните и източните му склонове са стръмни, а южните – полегати. Билото му е равнинно и слабо хълмисто, над което стърчат отделни височини. Тук най-високата точка е връх Козина могила (316 m), издигащ се северно от село Кривня.
В североизточната четвъртина на общината, източно от долината на Провадийска река попада по-голямата част от Добринското плато, на което западните и северните му склонове са стръмни, а южните полегати. Билото му също е равнинно и слабо хълмисто, над което стърчат отделни издигнати части, с най-висока точка връх Бърдото (360 m), максималната височина на общината.
В южната част, южно от долината на река Главница попада северните разклонения на Роякското плато, с полегати северни склонове. Тук най-високата точка е връх Дооря (355 m), южно от село Комарево.

#### Водни ресурси
Районът на общината е богат на повърхностни и подземни водни ресурси.
Повърхностни води
Повърхностните води в района на регион Провадия се отнасят към Черноморската водосборна област, подобласт с директен отток към Черно море, речна мрежа на река Провадийска. Водосборната област на поречието е 2132 кm2. От физико-географска гледна точка водосборният басейн се отнася към Шуменско-Провадийския клон на Лудогорско-Добруджанската хълмисто-платовидна подобласт на област Дунавска равнина. От макроформите на релефа приоритетни са Провадийското плато от север и Дългополската планинска верига от юг. Между тях се разполагат долините на реките Главница и Провадийска. Провадийското плато има средна надморска височина 250 m със слаб наклон на юг. Дългополската планина е с простиране изток-запад и има средна височина около 270 m. Наклонът на склоновете е около 30 – 50 градуса. Част от Дългополската верига е покрита с нискостеблена и широколистна растителност. Екзогенните процеси са значителни, като при силни дъждове овлажните води смъкват количество скален материал, който отнасят в реките или го отлагат под формата на поройни конуси. Река Провадийска е формулирала три акумулационни тераси, две от които са незаливни и една заливна. Река Главница е формирала само една заливна тераса с височина от 1 до 2.5 m. Средната и ширина е около 500 m., като в алувиалните отложения е формиран грунтов поток с мощност 5 – 6 m. Водните обекти на територията на общината се отнасят към Черноморската водосборна зона – Провадийски реки. Водният отток е с преимуществено грунтово подхранване от атмосферните валежи с неустойчиво разпределение, като в отделни случаи се подхранва от по-старите водоносни хоризонти. Гъстотата на речната и овражна мрежа е добра /0.655 кm/кm2 /. Речните долини са с периодично действащи горни течения, а в долната част на някои водосбори се наблюдават извори. По данни от хидроложкия атлас /1964 г./ модулът на средногодишния отток за район се оценява на 1 l/s/km2. През влажни години той е около 50% по-висок, а през сухи – с около 40% по-нисък. Отточният режим се характеризира с лятно-есенно маловодие и зимно маловодие, при което протича повече от 80% от годишния отток. Модулът на абсолютния минимален отток е от порядъка 0,1 – 0,3 l/s/km2. Средният максимален отток е с модул около 5 – 10 l/s/km2. В хидроложко отношение главните отводнителни артерии в района са реките Провадийска и Главница с техните притоци и водоотдаващите дерета. Река Провадийска е със сравнително постоянен воден отток следствие на преобладаващото грунтово подхранване от валанжа, докато Главница е с непостоянен дебит, лимитиран предимно от атмосферните валежи. В района на Главница голяма част от водите в овразите се губи в наносите или се появява отново вследствие на падналите валежи. Речната и овражна система значително е разчленила релефа на общината, като дренира подземните води с плитка циркулация и създава бърз отток на падналите валежи.
Подземни води
От гледна точка на подземните води територията на общината попада в Мизийския хидрогеоложки район. Характерно за този регион е етажното разположение на водоносните хоризонти, вертикалната хидрохимична зоналност на подземните води, наличието на хидравлична връзка между водоносните хоризонти по линия на тектонските разседи и разломи, макар водоносните хоризонти да са добре изолирани един от друг и значително площадно разпространение на докватернерните водоносни хоризонти. Вертикалното зониране отделя три зони: горна зона с активен водообмен и с пресни ненапорни и напорни води от инфилтрационния генетичен цикъл; средна зона със забавен водообмен и повишена минерализация и температура на водите, които са напорни и са от смесен произход – стари морски и инфилтрационни; долна зона, където водите са практически без водообмен, имат висока минерализация и висока температура, а произходът им е седиментогенен. На територията на общината поздемните води формират следните водоносни хоризонти: кватернерен, палеогенски (еоценски), горнокреден, титон-валанжински, средноюрски, горно-среднотриаски, горнопермски, контакт със солното тяло на Провадийското солно находище имат кватернерният, титон-валажинският и средноюрският водоносни хоризонти. Особено място заемат солените води, вместени във фланговата и надщокавата брекчии, формирани в резултат на размива на соления щок. Съгласно списъка на подземните водни тела в района се разполагат: порови води в кватернера на река Провадийска; порови води в палеоген-еоцен, олигоцен Провадия; карстови води в горна креда турон-маастрихт – Провадийска синклинала; карстови води в малм-валанжа.
На територията на гр. Провадия се намира находище на минерална вода – водонапорна система от пукнатинно-карстов тип в малмваланжките отложения в Южномизийската периплатформена област – Провадийска синклинала. Температурата на водата е 24 °C, а утвърдените експлоатационни ресурси са 2,00 л/сек.

#### Биоразнообразие
Голяма част от територията на община Провадия попада в националната екологична мрежа „НАТУРА 2000“, чиято цел е да осигури дългосрочното опазване и благоприятно състояние на точно определени растителни и животински видове, както и местата, които обитават. Мрежата включва специални защитени зони, определени от страните-членки на Европейския съюз (ЕС), съгласно Директивата за запазване на природните местообитания и Директивата за защита на дивите птици.
На територията на община Провадия има две защитени зони.
Защитена зона „Провадийско-Роякско плато“, с код BG 0002038 по Директива за опазване на дивите птици е с площ 84030.41 ха и се намира в Източна България, между градовете Шумен и Провадия. На север и юг двете плата граничат съответно с река Провадийска и река Голяма Камчия, като в границите на територията се включват и скалните масиви Невша-Венчан и Комунари. На запад достигат до селата Мадара и Благово, а на изток – до шосето с. Гроздьово – с. Бързица. Районът е слабо населен и по-малко във водосбора на река Главница. Половината от територията на мястото е заета от смесени широколистни гори с чувствително преобладаване на цер /Quercus cerris/ примесен с благун /Quercus frainetto/, източен горун /Quercus polycarpa/, обикновен габър /Carpinus betulus/, кафяв габър /Carpinus orientalis/ и мъждрян /Fraxinus ornus/ (Бондев, 1991). Около една трета от тези гори са семенни високостеблени с облика на някогашните естествени смесени широколистни гори, покривали обширни територии от този район. Останалата част от горите са издънкови, предимно закелявели, с чувствително променена структура. Мястото е чувствително към човешките дейности причиняващи безпокойство на птиците, особено на тези гнездящи по скалите – катерачество, делта- и парапланеризъм, туристически дейности по време на гнездовия период. Ловът и бракониерството също водят до безпокойство на птиците. Интензивните сечи в горите влошават горските местообитания и безпокоят птиците през гнездовия период. Скалните местообитания са застрашени от незаконна иманярска дейност. Постепенната урбанизация на района, както и разораването на пасищата и ливадите са основните причини за разпокъсване и загуба на ценни местообитания. Нерегламентираното изхвърляне на отпадъци влошава допълнително качеството на тревните и храстовите местообитания. В района на Провадийско-Роякското плато са установени 160 вида, от които 36 са включени в Червената книга на България (1985). От срещащите се видове 68 са от европейско природозащитно значение (SPEC) (BirdLifeInternational, 2004). Провадийско-Роякското плато е едно от петте най-важни места в страната от значение за Европейския съюз за опазване на египетския лешояд /Neophron percnopterus/, бухала /Bubo bubo/, средния пъстър кълвач /Dendrocopos medius/, синявицата /Coracias garrulous/, козодоя /Caprimulgus europaeus/, градинска овесарка /Emberiza hortulana/, и ястребогушото коприварче /Sylvia nisoria/. Орелът змияр /Circaetus gallicus/, белоопашатият мишелов /Buteo rufinus/, скален орел /Aquila chrysaetos/ и малкият орел /Hieraaetus penndtus/ гнездят също в значителни количества. Добрата хранителна база и подходящите места за почивка привличат по време на пролетна и есенна миграция относително големи количества бели и черни щъркели и различни видове грабливи птици. Долината на река Провадийска се явява място с тесен фронт на миграция, където преминават и често спират за пренощуване и хранене над 35000 щъркели и 3000 грабливи птици.
Защитена зона „Провадийско-Роякско плато“, с код BG 0000104 по Директива 79/409/ЕЕС за опазване на местообитанията е с площ 50158.59 ха. Представлява широкоциркум денудиално плато между реките Провадийска (средно течение) Девня, Провадийска (долно течение), Голяма Камчия, Стара река (приток на голяма Камчия) и Мадара (приток на Провадийска река). Съставено е от варовикови натрупвания, едрозърнести пясъчници, варовити мергели и пясъчници и варовик. Провадийската река и нейният приток Главница разделят платото на три по-малки плата мадарско, Добринско (високо 320м.) и Роякско (389м.). Височината на платото намалява от северозапад към югоизток. Южните склонове са полегати докато северните и западните са стръмни, на места дори вертикални. По северните и южните склонове на платото в устойчиви на ерозия конгломерати са образувани стъпала и корнизи. Платото е дълбоко нарязано от Провадийския пролом по чиито склонове има свличане на почвата и наносни конуси. Има широко разгърнат карст с карстови извори и пещери. Скалите имат много подходящи ниши за гнездене на птиците. На юг от мястото има голямо водохранилище – яз. Цонево. От платото извират река Главница и нейните притоци, а също така и малки притоци на Провадийска река и Голяма Камчия. Защитената зона е с богато разнообразие на видове птици. Тя е много важно място за египетския лешояд (Neophron percnopterus) и много ловуващи птици. Многобройни пещери, ниши и пукнатини имат голямо значение като местообитания за нощуване на прилепите. Върху територията на Провадийско-Роякското плато се намира 100% от местната популация на прилегналовлакнест равнец (Achillea leptophylla) в България, а също така и 30% от популацията на източен миск (Jurinea ledebourii).
На територията на община Провадия има четири защитени местности.
- Защитена местност „Славейкова гора“. Обявена е за такава през 1986 г., а със Заповед № РД-810/23.08.2002 г. е прекатегоризирана, с площ 73,5 ха. Намира се в землището на село Славейково, на запад от него. Представлява смесена широколистна гора със скални венци по ръба на Провадийското плато, постоянна гнездова територия на няколко вида дневни грабливи птици, защитени по смисъла на Закона за биоразнообразието: малък креслив орел, осояд, обикновен мишелов, голям ястреб, малък ястреб. В територията могат да се наблюдават и други защитени видове като сив кълвач, голям пъстър кълвач, обикновена чинка, голям синигер, жълтоглаво кралче, черен дрозд и др. До местността се достига по горски път, западно от село Славейково. Подходяща е за орнитологичен туризъм.
- Защитена местност „Снежанска кория“. Обявена е през 1943 г., а със Заповед № РД-814/23.08.2002 г. е прекатегоризирана. Площта ѝ е 81 ха. Намира се в землището на село Снежина. Представлява вековна дъбова гора на възраст 120 – 210 г.
- Защитена местност „Голямата канара“. Обявена е със Заповед №-213/05.04.1979 г., с площ 33 ха. Намира се в землището на село Петров дол. Представлява карстов каньон със специфичен ландшафт, гнездово местообитание на редки грабливи птици, включени в Червената книга на България и защитени по смисъла на Закона за биологичното разнообразие: белоопашат мишелов, египетски лешояд, скален орел, обикновен мишелов, черношипа ветрушка, вечерна ветрушка и др. В местността има останки от скални манастири. Защитената местност е достъпна и подходяща за орнитологичен туризъм.
- Защитена местност „Пробитият камък – Цар Борисов лопен“. Обявена е със Заповед № РД-646/05.09.2006 г., с площ 79,98 ха. Намира се в землището на село Равна. Представлява територия с характерен ландшафт, включващ забележителни скални образувания, представляващи местообитания на защитени и приоритетни за опазване видове птици: орел змияр, малък лешояд, скален орел, белоопашат мишелов, бухал, козодой, както и други защитени животински (пъстър пор, горски сънливец, голям и малък подковонос, голям нощник, ръждив вечерник, кафяво прилепче) и растителни (голоосилесто коило, борзеанов игловръх, картъловиден карамфил) видове, предоставяне на възможност за научни изследвания, образователна дейност и развитие на устойчив туризъм.

Полезни изкопаеми
На 5 км югоизточно от Провадия е открито единственото за страната Мировско солно находище, което е уникално по своите условия на залягане, форма и химически състав. Находището има форма на пресечен конус, като най-плитката част заляга на дълбочина от 15 – 20 метра, а дълбочината му достига до 3600 метра. Солно-скалната маса, от която е изградено съдържа средно 69,6% NaCl и 23,3% неразтворими примеси, предоставени от мергели и глинести шисти, анхидрит и др.
Почви
Територията на община Провадия не се отличава с голямо почвено разнообразие. Най-добре представени са черноземните почви (типични, карбонатни, излужени). Слабо проявление има и на рендзини (хумусно карбонатни) почви. Основният почвен тип са богати, слабо излужени черноземи, предполагащи отглеждането на много земеделски култури при високи и стабилни добиви. Мощността на почвената покривка при типичните черноземи е около 0,8 м. Почвообразуващите скали са предимно льосовидни глини, пясъчници и варовици, а също така и алувиални и делувиални наслаги. Почвената покривка е твърде хомогенна, с участие на излужени черноземи и малко ливадни почви. Излужените черноземи, характерни за територията на общината, са със средномощен (45 – 55 см) хумусен хоризонт, дълбок профил, тежко песъкливо-глинест механичен състав (физична глина 58%), сравнително високо съдържание на органично вещество (2,5 – 3%) хумус и неутрална до слабо кисела реакция (рН във вода 6 – 7). Около 20% от площта на почвите е ерозирана в различна степен. На сравнително малка площ по терасите на р. Провадийска са разпространени алувиално-ливадни почви, които се отличават със средно мощен (30 – 50 см) хумусен хоризонт, тежък механичен състав (физична глина 35 – 60%), мощен текстурно недиференциран профил, средно съдържание на органично вещество (2 – 3% хумус), неутрално до слаба алкална реакция (рН във вода 6 – 8) и предимно дълбоко ниво на подпочвените води (по дълбоко от 300 см).

### Населени места
Общината се състои от 25 населени места. Списък на населените места, подредени по азбучен ред, население и площ на землищата им:
| Населено място | Пребр. на населението през 2021 г. | Площ на землището (в км2) | Забележка (старо име)    | Населено място | Пребр. на населението през 2021 г. | Площ на землището (в км2) | Забележка (старо име)           |
| Блъсково       | 965                                | 32,812                    | Асълбейли, Кръсте        | Овчага         | 107                                | 15,665                    | Мурад Софу                      |
| Бозвелийско    | 1175                               | 31,055                    | Кадъкьой, Чарвениче      | Петров дол     | 362                                | 26,503                    | Дерекьой                        |
| Бързица        | 135                                | 12,457                    | Шеремет, Зир Бей, Шимерд | Провадия       | 10343                              | 21,738                    | Пир-и Вади, Правади, Превади    |
| Венчан         | 243                                | 16,596                    | Ванчан                   | Равна          | 111                                | 20,140                    | Рафна                           |
| Градинарово    | 632                                | 18,690                    | Кьопекли                 | Славейково     | 322                                | 38,678                    | Дамлалу Юрду, Дамлалъ           |
| Добрина        | 215                                | 25,278                    | Джиздар кьой, Диздар     | Снежина        | 461                                | 13,883                    | Кар яйдъ, Кайредне              |
| Житница        | 728                                | 29,627                    | Дестеджи, Тестаджъ       | Староселец     | 46                                 | 5,384                     | Ески Арнавудлар                 |
| Златина        | 203                                | 17,620                    | Йенидже кьой             | Тутраканци     | 304                                | 11,419                    | Балдър кьой, Бълдър             |
| Китен          | 33                                 | 12,336                    | Мухални                  | Храброво       | 295                                | 14,097                    | Фете кьой                       |
| Комарево       | 358                                | 20,054                    | Комарева, Кумарива       | Чайка          | 80                                 | 14,893                    | Чайляк, Чайлък, Чайлайък        |
| Кривня         | 284                                | 34,597                    | Кривне, Кривине          | Черковна       | 165                                | 21,318                    | Черковине                       |
| Манастир       | 426                                | 25,875                    | Манастър                 | Черноок        | 158                                | 24,864                    | Кара Кьоселер, Чернооко         |
| Неново         | 51                                 | 12,303                    | Леново, Ненова           | ОБЩО           | 18202                              | 520,882                   | няма населени места без землища |

## Административно-териториални промени
- Указ № 36/обн. 08.02.1906 г. – преименува с. Кьопеклии на с. Градинарово;
- МЗ № 2820/обн. 14.08.1934 г. – преименува с. Асъл бейлии на с. Блъсково;

– преименува с. Кадъкьой на с. Бозвелийско;
– преименува с. Шеремет на с. Бързица;
– преименува с. Дамлалъ хумалъ (Дамла хумала) на с. Горно Славейковци;
– преименува с. Джиздар кьой на с. Добрина;
– преименува с. Дамлалъ ехатлар на с. Долно Славейковци;
– преименува с. Тестеджи на с. Житница;
– преименува с. Йенидже кьой на с. Златина;
– преименува с. Мухални на с. Китен;
– преименува с. Мурад Софу на с. Овчага;
– преименува с. Кар яйдъ (Кайредне) на с. Снежина;
– преименува с. Дамлалъ орта на с. Средно Славейковци;
– преименува с. Балдър кьой на с. Тутраканци;
– преименува с. Фете кьой на с. Храброво;
– преименува с. Чайляк (Чайлък) на с. Чайка;
- МЗ № 3072/обн. 11.09.1934 г. – преименува с. Дере кьой на с. Петров дол;
- МЗ № 3775/обн. 07.12.1934 г. – преименува с. Аязма на с. Водици;

– преименува с. Ески арнавутлар на с. Староселец;
– преименува с. Кара кьосе на с. Черноок;
- МЗ № 2736/обн. 27.04.1945 г. – преименува с. Черноок на с. Чернооко;
- Указ № 513/обн. 24.11.1959 г. – заличава с. Водици и го присъединява като квартал на с. Овчага;
- Указ № 582/обн. 29.12.1959 г. – заличава селата Горно Славейковци, Долно Славейковци и Средно Славейковци и ги обединява в едно населено място – с. Славейково;
- Указ № 960/обн. 4 януари 1966 г. – осъвременява името на с. Чернооко на с. Черноок;
- Указ № 385/обн. ДВ бр. 98/04.11.1996 г. – отделя селата Венчан, Златина, Петров дол и Староселец и техните землища от община Ветрино и ги присъединява към община Провадия.

## Население

### Етнически състав
Преброяване на населението през 2011 г.
Численост и дял на етническите групи според преброяването на населението през 2011 г., по населени места (подредени по численост на населението):
| Населено място | Численост | Численост | Численост | Численост | Численост | Численост           | Численост     | Населено място | Дял (в %) | Дял (в %) | Дял (в %) | Дял (в %) | Дял (в %)           | Дял (в %)     |
| Населено място | Общо      | Българи   | Турци     | Цигани    | Други     | Не се самоопределят | Не отговорили | Населено място | Българи   | Турци     | Цигани    | Други     | Не се самоопределят | Не отговорили |
| Общо           | 22934     | 13220     | 2418      | 3381      | 90        | 447                 | 3378          | 100,00         | 57,64     | 10,54     | 14,74     | 0,39      | 1,94                | 14,72         |
| -------------- | --------- | --------- | --------- | --------- | --------- | ------------------- | ------------- | -------------- | --------- | --------- | --------- | --------- | ------------------- | ------------- |
| Провадия       | 13255     | 8562      | 1510      | 734       | 36        | 287                 | 2126          | Провадия       | 64,59     | 11,39     | 5,53      | 0,27      | 2,16                | 16,03         |
| Блъсково       | 1336      | 507       | 44        | 610       | 3         | 5                   | 167           | Блъсково       | 37,94     | 3,29      | 45,65     | 0,22      | 0,37                | 12,50         |
| Бозвелийско    | 1324      | 757       | 74        | 448       | 3         | 15                  | 27            | Бозвелийско    | 57,17     | 5,58      | 33,83     | 0,22      | 1,13                | 2,03          |
| Бързица        | 198       | 122       | 16        | 5         |           |                     | 54            | Бързица        | 61,61     | 8,08      | 2,52      |           |                     | 27,27         |
| Венчан         | 248       | 210       |           |           |           | 26                  | 10            | Венчан         | 84,67     |           |           |           | 10,48               | 4,03          |
| Градинарово    | 807       | 139       | 22        | 635       |           |                     | 7             | Градинарово    | 17,22     | 2,72      | 78,68     |           |                     | 0,86          |
| Добрина        | 232       | 208       |           | 9         |           | 0                   | 2             | Добрина        | 89,65     |           | 3,87      |           | 0,00                | 0,86          |
| Житница        | 891       | 282       | 3         | 95        |           |                     | 509           | Житница        | 31,64     | 0,33      | 10,66     |           |                     | 57,12         |
| Златина        | 260       | 146       | 42        | 67        |           |                     | 1             | Златина        | 56,15     | 16,15     | 25,76     |           |                     | 0,38          |
| Китен          | 52        | 34        | 16        | 0         |           |                     | 1             | Китен          | 65,38     | 30,76     | 0,00      |           |                     | 1,92          |
| Комарево       | 437       | 307       | 0         | 89        | 3         | 0                   | 38            | Комарево       | 70,25     | 0,00      | 20,36     | 0,68      | 0,00                | 8,69          |
| Кривня         | 398       | 239       | 9         | 132       |           |                     | 8             | Кривня         | 60,05     | 2,26      | 33,16     |           |                     | 2,01          |
| Манастир       | 495       | 260       | 64        | 71        |           |                     | 3             | Манастир       | 52,52     | 12,92     | 14,34     |           |                     | 0,60          |
| Неново         | 57        | 47        | 0         | 0         | 0         | 0                   | 10            | Неново         | 82,45     | 0,00      | 0,00      | 0,00      | 0,00                | 17,54         |
| Овчага         | 166       | 25        | 6         | 0         | 0         | 0                   | 135           | Овчага         | 15,06     | 3,61      | 0,00      | 0,00      | 0,00                | 81,32         |
| Петров дол     | 369       | 345       | 0         |           | 10        |                     | 13            | Петров дол     | 93,49     | 0,00      |           | 2,71      |                     | 3,52          |
| Равна          | 149       | 148       | 0         | 0         | 0         | 0                   | 1             | Равна          | 99,32     | 0,00      | 0,00      | 0,00      | 0,00                | 0,67          |
| Славейково     | 413       | 132       | 238       | 3         | 0         | 0                   | 40            | Славейково     | 31,96     | 57,62     | 0,72      | 0,00      | 0,00                | 9,68          |
| Снежина        | 616       | 68        | 78        | 448       |           |                     | 9             | Снежина        | 11,03     | 12,66     | 72,72     |           |                     | 1,46          |
| Староселец     | 60        | 60        | 0         | 0         | 0         | 0                   | 0             | Староселец     | 100,00    | 0,00      | 0,00      | 0,00      | 0,00                | 0,00          |
| Тутраканци     | 226       | 195       | 3         | 0         | 0         | 0                   | 28            | Тутраканци     | 86,28     | 1,32      | 0,00      | 0,00      | 0,00                | 12,38         |
| Храброво       | 390       | 119       | 61        | 26        |           |                     | 183           | Храброво       | 30,51     | 15,64     | 6,66      |           |                     | 46,92         |
| Чайка          | 71        | 64        | 6         | 0         | 0         | 0                   | 1             | Чайка          | 90,14     | 8,45      | 0,00      | 0,00      | 0,00                | 1,40          |
| Черковна       | 216       | 199       |           | 6         |           | 0                   | 5             | Черковна       | 92,12     |           | 2,77      |           | 0,00                | 2,31          |
| Черноок        | 268       | 45        | 222       | 0         | 0         | 0                   | 1             | Черноок        | 16,79     | 82,83     | 0,00      | 0,00      | 0,00                | 0,37          |

### Вероизповедания
Численост и дял на населението по вероизповедание според преброяването на населението през 2011 г.:
|                     | Численост | Дял (в %) |
| Общо                | 22 934    | 100,00    |
| Православие         | 10 043    | 43,79     |
| Католицизъм         | 61        | 0,26      |
| Протестантство      | 129       | 0,56      |
| Ислям               | 1707      | 7,44      |
| Друго               | 10        | 0,04      |
| Нямат               | 1657      | 7,22      |
| Не се самоопределят | 2698      | 11,76     |
| Непоказано          | 6629      | 28,90     |

## Селско стопанство

### Поземлени ресурси
Наличните природо-географски условия и почвени ресурси създават условия за развитие на зърнопроизводството, зеленчукопроизводството, животновъдството, овощарството, лозарството. Лозарството е развито в северната и югозападната част на общината, а зеленчукопроизводството(доколкото го има) – в централната и югоизточната част. Основните центрове на селскостопанско развитие са селата Блъсково, Градинарово, Черковна, Житница и Бозвелийско. С потенциал в това направление са селата Кривня, Славейково, Комарево и Манастир. Общата площ на община Провадия е 517,9 км2. Делът на земеделските територии в общината е над средния за областта. Площта със селскостопанско предназначение (ССФ) възлиза на 37 875 ха и 9602 ха гори.
Общината разполага с 29 781 ха обработваема земя, т.е. 78% от селскостопанския фонд (ССФ), което е над средната стойност за областта. Разпределението по населени места: с най-голям дял обработваема земя са селата Блъсково, Бозвелийско, Градинарово, Житница, Кривня, Манастир, Снежина и Черковна. Предпочитаната форма на ползване е арендната – 2,3 пъти повече площи се арендуват, отколкото се отдават под наем. Средният размер на един имот, отдаден за ползване, е 1,07 ха. Необработваемите земи представляват 21% от обработваемата. Особено остра е нуждата от средства за усвояването на пустеещите земи в селата Китен, Манастир и Неново.

### Растениевъдство
Традиционно отглежданите в общината групи култури са зърнени, технически, фуражни, овощни и лозя. Приоритет е зърнопроизводството на площ от 16 280 ха, 54% дял в структурата на обработваемите площи в т.ч. мека пшеница, царевица за зърно, зимен ечемик. Техническите култури, представени основно от маслодайния слънчоглед и увеличени площи от маслодайна рапица, са с относителен дял – 24%, фуражните култури (царевица за силаж, люцерна, тревни смеси) заемат 4%, лозя и овощни градини 600 ха промишлени, а като цяло с тези за частно ползване достигат 15%, промишлените зеленчуци едва 0,05%. Основно през периода 2014 – 2019 г. се обнови машинно-тракторния парк и част от селскостопанската база, чрез участие в проекти по програмите на Държавен фонд „Земеделие“. Характерна е изключителната диференциация на земеделските стопанства, малко на брой земеделски стопани обработващи повече от 1000 ха земя и много на брой дребни производители обработващи площи до 100 ха и по-малко. Проправят си път нови земеделски практики и производства – отглеждат се нетрадиционни за района земеделски култури като кориандър, резене, лавандула и други от групите на етерично-маслените и лекарствените култури Има развитие на биологично земеделие съобразено с европейските стандарти. Ново засадените овощни култури от видовете праскова, кайсия, видове сливи, ябълка, лешник и орех са около 80 ха. Неблагоприятната тенденция към влошаване възрастовата структура и състоянието на насажденията се задълбочава. Висок е относителният дял на амортизираните, невъзстановими овощни насаждения – 75,2%; плододаващи в добро агротехническо и фитосанитарно състояние 23%; млади не плододаващи насаждения – по-малко от 1,8%. Минималните инвестиции в трайните насаждения, не допринасят намаляване на безработицата особено в селата с най-голям процент, а това е отрасъл който може да окаже съществено влияние за намаляването ѝ. За изминалия програмен период 2007 – 2013 г. няма ликвидирани трайни насаждения освен 0,7 ха малини. Тенденцията е за създаване на нови. Сериозно е отстъплението в традиционно силния за общината подотрасъл, лозарството – от близо 1300 ха до незавидните 520 ха. Около 70% от съществуващите масиви са амортизирани и невъзстановими с остаряла сортова структура. Площите с новосъздадени винени сортове лози през 2007 – 2013 г. са под 1% от съществуващите. Слабата мотивация на гроздопроизводителите за регистрация на лозарските им стопанства е продиктувана от липсата на адекватно финансиране в сектора – към настоящия момент са регистрирани лозарски стопанства на площ по-малко от 100 ха., както и европейските изисквания при винените сортове. През периода 2014 – 2019 г. има увеличение на лозовите масиви в селата Блъсково Китен и с. Венчан със съвременни бели и червени винени сортове лози за производство на бели и червени вина. Няма създадени нови лозя с десертни сортове. Зеленчукопроизводството е най-малко застъпено в общината, основна причина малко инвестиции в сектора и почти никакви субсидии през трите начални години на периода. Основно пресните зеленчуци идват от маломерни стопанства. През последните години се обърна по-голямо внимание за участието по европейски програми за съживяване на отрасъла.

### Животновъдство
През 2007 г. в сектора има финансовата помощ, която регистрираните земеделски производители-животновъди са получили чрез целевите субсидии за изхранване на животните през зимните месеци, за Националния генофонд, за мляко от ДФ „Земеделие“. Изплатените субсидии са в повече в резултат на подпомагане на животновъдите чрез СЕПП, а броят на подпомогнатите животновъди е намалял. Намалял е броят на регистрираните земеделски производители животновъди до 80 броя. При дребния рогат добитък стремежа е за увеличаване броя на овцете от аборигенните и автохонни породи и породи за месо в село Снежина – 430. През 2014 – 2019 г. тенденция към спад бележи броят на говедата, запазване броя на овцете, козите и зайците. Увеличение на пчелните семейства е трайна до около 4700 бр. При птиците намалението е значително и тенденцията е отглеждането им в лични стопанства, през периода се създадоха две ферми за отглеждане на японски пъдпъдъци в село Храброво и Черковна. Полученото краве и овче мляко през периода 2014 – 2019 г. бележи тенденциите на движението на животните, като общо има спад на получената продукция. Производството на месо от едър рогат добитък, от дребен рогат добитък, свинско и птиче месо бележи трайна тенденция на спад. На един средностатистически животновъд, регистриран като земеделски производител в община Провадия, се падат 7 крави и 12 овце – факт, твърде показателен за маломерността на стопанствата и оттам ниската ефективност на производство. Много от малките производители срещат трудности при избора и реализация на проекти по оперативните програми на държавен фонд земеделие поради липса на информация и възможности.

### Хидромелиорации
Поливните площи в началото на 2014 г. на територията на община Провадия са 11 077 ха или 37% от обработваемата земя, разположени в селата Бозвелийско, Блъсково, Градинарово, Добрина, Житница и Снежина. Хидромелиоративната мрежа на територията на общината включва вътрешно-канална мрежа и изравнителни басейни. Водоизточници за поливните системи са язовирите: Цонево, Тръстиково, Снежина и Комарево. Съоръженията към края на 2019 г. са практически негодни. През периода 2014 – 2019 г. поливните площи са от порядъка средно 40 – 50 ха.

## Туризъм
Природните дадености и богатото културно – историческо наследство на община Провадия благоприятстват за развитието на туризма. Районът се определя като разнообразен и атрактивен.

### Туристически ресурси и туристическа база
Археологически обекти
Крепостта Овеч – над Провадия, тракийски гробници на Табиите, останки от римски селища и стени (Табиите), открит бе най-ранния солодобивен център в Европа „Провадия-Солницата“, крепост и скален манастир с. Китен, останки от раннохристиянски манастир край с. Равна, над 15 скални манастира със запазени графити и надписи.
Архитектурни обекти
Запазени къщи от Възраждането в Провадия – архитектурен комплекс „Вароша“ – Провадия с Ламбовата и Панайотовата къща; Църквата „Свети Теодор“ в село Добрина от ХVІ в.
Религиозни обекти
Първата българска църква в Провадия от 19 век „Св. Николай Мирликийски Чудотворец“, църквата „Свето Благовещение“, църквата в Добрина, Бозвелийско, Петров дол, Манастир, Равна и др. Запазена богата колекция от икони.
Художествени обекти
Картинната галерия в Провадия
Музеи
Историческият музей в Провадия – във фонда му са събрани около 15 000 предмета от културно-историческото наследство на Провадия и селищата от бившата околия. Съхраняват се археологически находки от Праисторията, Античността, Средновековието, материали от Османския период, Новата и Най-нова история на района. Акценти в експозицията на музея са най-ранният солодобивен център „Провадия-Солницата“, късноантичната и средновековна крепост Овеч, административен, военен и духовен център на Североизточна България по време на Втората българска държава, Старобългарският манастир (ІХ – ХІ век) край село Равна с уникална колекция от 138 съда (най-голямата в страната) и надписи (най-многобройни в славянската книжовна култура от Ранното средновековие). В музея могат да се видят предмети от градския и селския бит, носии от Сърта и Тракия, оръжейна експозиция, представяща хладни и огнестрелни оръжия в периода от средата на XVIII в. до Руско-турската освободителна война и др. Етнографски музейни сбирки в селата Манастир, Добрина, Черковна (килийно училище), Черноок, Петров дол, Градинарово, Равна, Комарево, Снежина. Етнографска сбирка, отразяваща селския бит през Възраждането в Ламбова къща. Експозиция, посветена на композитора Светослав Обретенов и неговото семейство.
Фолклор
Народната традиция се съхранява чрез читалищата. Богатите етнографски изложби и възстановените и запазени около 30 местни народни обичаи са част от културната традиция на общината. Събират се песни, предания и легенди. Към читалищата работят над 20 състава за автентичен фолклор.
Традиции и съвременни културни прояви
Празници по селата – Манастир, Добрина, Бозвелийско, Блъсково, Градинарово, Славейково и др. Празниците са на основата на съхранена местна традиция – общоселски фолклорен празник, религиозен празник или възстановен обичай. Празниците на Овеч съчетават историческата проблематика с легендите за крепостта и поезията. Една от най-представителните национални изяви е Националният конкурс „Светослав Обретенов“ – единственият в страната конкурс за българска музика. Специални прояви като тематични вечери, концерти, срещи с творци и др. се провеждат ежегодно, съгласно Културния календар на общината за годината.
Традиционни поминъци и кухня
На територията на община Провадия се предлагат местни специалитети от Сърта – сливено ястие, баници, тиквеник, лимонада, бяло вино, сухи мезета. Градски сладка – рачел, бяло сладко, сладко от диня и др.

## Инфраструктура

### Транспортна инфраструктура
Територията на община Провадия се обслужва предимно с автомобилен транспорт и само две села имат пряка връзка с жп транспорт. Чрез автомобилния транспорт се осъществяват производствените връзки и гражданските пътувания между населените места в общината.
През град Провадия минава жп линията Варна – София и Варна – Русе. Съществува сравнително добре изградена пътна мрежа. Общата дължина на четирикласната пътната мрежа в общината е 90,3 км, гъстотата на пътната мрежа е 0,362 км на кв. км от територията на общината, което е приблизителен показател от този средно за страната 0,333 км на кв. км. Пътната мрежа е равномерно изградена в общината. По данни от преброяването през 2011 г. в общината живеят общо 22 934 души, като в селата живеят 9679, което представлява приблизително 42,2% спрямо живеещите в общинския център. На 1 кв. км от територията на общината живеят 39,7 души, което е значително под средната гъстота на населението в страната (74,6 души на кв. км). Съществуват транспортни връзки с всички околни населени места. Състоянието на настилките на напречната междуселищна пътна мрежа и на улиците в населените места не е добро. Те се нуждаят от ремонт и реконструкция. Категорията на изградената пътна мрежа в общината е ниска. Участък (около 98 км от третокласни пътища: ІІІ-208, ІІІ-731, ІІІ-904, ІІІ-2082 и ІІІ-9004) преминава през общината. Останалите пътища са от четвъртокласната пътна мрежа и свързват общинския център с другите населени места. Чрез автомагистрала „Хемус“ на разстояние на 8,3 км от гр. Провадия се осъществяват връзките с областния град Варна и центрове на съседните области и цяла Северна България – Шумен, Търговище, Велико Търново, София и др.
Разстоянието от гр. Провадия до областния център гр. Варна е 50 км. По-големите общински и областни центрове, с които се осъществява важен за общината стопански и социален обмен, са: Дългопол – 21 км; Ветрино – 15 км; Девня – 20 км; Долни чифлик – 55 км; Белослав – 35 км; София – 420 км.
Пътищата, които пресичат границите на общината, са:
- ІІІ-208 Айтос – Провадия – Ветрино. Този път минава през централната част на гр. Провадия (извършен основен ремонт през 2007 г.);
- ІІІ-731 Провадия – Друмево – Шумен. Пътят минава през селата Храброво, Блъсково, Градинарово;
- ІІІ-904 Провадия – Гроздьово – Старо Оряхово. Пътят минава през селата Бозвелийско и Бързица (извършен основен ремонт през 2011 г.);
- ІІІ-2082 Провадия – Неново – Кюлевча – Мадара – Шумен. Пътят минава през селата Кривня, Равна и Неново;
- ІІІ-9004 Провадия – Житница – Белослав – Варна. Пътят минава през с. Житница.

Републиканският път ІІІ-208 е предпочитаната връзка между североизточната и южната част на страната, който в участъка си в града е с ширина на уличното платно 5,50 м.

### Съобщителна инфраструктура
Единната съобщителна система (ЕСС) обхваща комплекс от технически съоръжения, мрежи и дейности, които осъществяват далекосъобщенията, пощенските услуги, радиоразпръскването и телевизионните предавания. Подсистемата на далекосъобщенията включва телефонните и телеграфните услуги и мрежи. Степента за развитие на телефонните съобщения се приема като обобщаващ показател за развитието на цялата подсистема на далекосъобщенията. Съобщителната инфраструктура в общината е добре развита. Качеството на връзките е на сравнително добро ниво. Пощенски и далекосъобщителни услуги се предлагат във всички селища на общината. Най-добре съоръжена е пощенската станция в Провадия. В общината имат покритие мобилните телефони на „Виваком“, „Теленор“, „А1“. Развитието на системата и качеството на връзките са на относително добро равнище. Всички населени места в общината са включени в националната система за автоматично телефонно избиране. Задълбочават се проблемите с навременните пощенски услуги в по-малките населени места, поради закриването на съществуващите пощенски станции. Не всички населени места са покрити с качествен радиотелевизионен сигнал.

### Водоснабдителна и канализационна система
Водоснабдяване
Главен източник за водоснабдяване на общината са: дълбок сондаж „Оранжерията“ (50 l/s), водопровода Китка – Варна (от 10 до 60 l/s) и ПС „Провадия“ (от 23 до 58 l/s). Основен източник на минерална вода е сондаж „Ерека“. 83% от подадената вода е помпажна. Някои предприятия разполагат със собствени водоизточници. Общината разполага и с осем собствени микроязовира, два от които са пресъхнали. От собствени водоизточници се захранват селата Манастир, Черноок, Добрина и Чайка. Останалите са включени към водоснабдителни групи. Водоснабдени са и предприятията в района на общината. Поради кризата част от предприятията не работят или имат нови собственици, поради което тепърва се извършва привеждането на водоползването от собствени водоизточници в съответствие със Закона за водите (разрешителни за водоползване). Всички 25 селища в община Провадия са модерно водоснабдени с напълно изградена улична водопроводна мрежа с обща дължина 549,552 km (степен на изграденост – 100%). Състоянието на водопроводната мрежа не е особено добро – положените преди повече от 40 години предимно етернитови тръби се нуждаят от поетапна подмяна. Загубите на вода достигат близо 70% (средно загубите по водопреносната мрежа за страната са 62,9%). Загубите се дължат на течове от водопроводната мрежа и водоемите, на кражби и неотчитане на вода, нерегламентирани включвания и др. По-нататъшната експлоатация на амортизираните участъци от водопроводната мрежа ще води до все по-големи физически загуби от течове и отстраняване на възникнали аварии. Тези по-високи разходи по поддържане на мрежата ще повишават цената на водата от една страна, а от друга ще водят до въвеждането на ограничителни режими (спиране на водоподаването), което по принцип оказва негативно въздействие върху качеството на водата, т.к. се налага хиперхлориране на водата, за да се гарантират микробиологичните ѝ показатели. Това увеличава риска от завишаване на количеството на вредни вещества с канцерогенно действие в питейната вода. Решаването на проблемите с водоснабдяването е свързано с подмяна и ремонт на съществуващата водопроводна мрежа. Контролът върху качеството на питейната вода се извършва от РЗИ гр. Варна, като периодично прави пробонабиране от помпените станции, собствените водоизточници и консуматорите (КП, разположени в жилищните зони на града). Пробите се изследват по физико-химични (цвят, мирис, вкус, мътност, pH, окисляемост, амоняк, нитрити, нитрати, хлориди) и микробиологични показатели (общ брой микроорганизми и коли форми). Няма данни за регистрирани отклонения от изискванията на Наредба № 9/16.03.2001 г. и за броя на нестандартните проби.
Канализация
Канализационна мрежа има само град Провадия. Тя е разделна: за битовофекални и производствени отпадъчни води, и за дъждовни води. Битовата канализация е с дължина 42, 001 km, в т.ч 28,564 km с бетонови тръби Ø200, 6,965 km с бетонови тръби Ø300 и 6,472 km с РVС тръби Ø300. Нейната степен на изграденост е 95,71% Експлоатира се от „ВиК“ ООД – Варна – клон Провадия. Изграждането ѝ е започнало през периода 1967 – 1970 г. Водите се отвеждат в ПСОВ чрез главни колектори и три канални помпени станции (КПС), която след пречистването ги зауства в река Провадийска. КПС не подават равномерно отпадните води към ПСОВ. Дъждовната канализация в гр. Провадия е с дължина 6,897 km и зауства директно в река Провадийска. Състои се от бетонови тръби с различен диаметър от 300 до 1000 mm. Изградена е битова канализация по улиците „Венелин“, „Москва“, „Камчия“, „Славейков“, „Осман бей“ и „Трети февруари“ в гр. Провадия. В средносрочен план се предвижда канализиране и на улиците „Пролет“, „Перуника“, „инж. П. Моллов“ и „Ивайло“. Следва да се отбележи, че канализирането на Провадия има и голям противосвлачищен ефект, тъй като повишаването на нивото на подземните води в склоновите участъци е един от основните фактори за активизиране на свлачищните процеси. В селата няма канализация. Отпадните води се отвеждат в септични ями.
Електроенергийна мрежа
Електроенергийната система на община Провадия е част от единната електроенергийна система, както на Варненска област, така и на страната. В енергийния сектор община Провадия играе ролята на потребител на енергия. Тази функция е тясно свързана със задълженията на общината да осигурява енергия за всички общински обекти – сгради и улично осветление. Ефективността на потреблението е ниска, както по отношение на използването на енергията, така и по отношение на равнището на комфорт. В град Провадия се разполага районна подстанция 110/20 kW с обща инсталирана мощност 25 MW. Всички населени места в общината са електрифицирани. Те получават захранване на средно напрежение – въздушна линия, като на места се явяват проблеми с възможностите за захранване на нови товари. Остарелите мрежи и ниската им надеждност в някои райони оказват негативно влияние на снабдяването на консуматори в рамките на нормативните параметри. Всички населени места на община Провадия са захранени с въздушна мрежа ниско напрежение. Кабелно захранване има в парк „Автогара“, „Ловен дом“, „Църквата“, Централен площад, ул. „Св. св. Кирил и Методий“, ул. „Д. Грънчаров“, парково осветление от двете страни на река Провадийска, ул. „Дунав“, ул. „Ген. Манзей“, ул. „Никола Калипетровски“, кв. „Север“ в гр. Провадия. Общата дължина на уличната мрежа е 335 км. Уличното осветление е собственост на Община Провадия. То се управлява от електронни часовници. Режима на светене е целонощен и е в продължение на 3840 часа/годишно. Електромерите за улично осветление са собственост на „Енергопро“ АД гр. Варна. Меренето на електрическата енергия е на две тарифи и голяма част от уличното осветление се отчита дистанционно. Таблата за улично осветление не са изнесени извън трафопостовете. В селата на община Провадия за времето от 2004 г. до 2007 г. са монтирани компактни луменисцентни лампи от 18 W – 2155 бр. и от 36 W – 2048 бр. В гр. Провадия район № 1 са също компактни луменисцентни лампи от 18 W – 150 бр. и 36 W – 260 бр. По транспортния коридор Тервел – Айтос осветителните тела са натриеви лампи с високо налягане 50 W – 260 бр. Ново диодно осветление има изградено в парк „Църквата“, парк „Ловен дом“, парк „Автогара“, ул. „Никола Калипетровски“, алея Гарата в гр. Провадия. Предстои и други паркове и улици да бъдат реконструирани с ново осветление.

## Топографска карта
- Лист от карта K-35-31. Мащаб: 1 : 100 000.
- Лист от карта K-35-32. Мащаб: 1 : 100 000.